# Conserv Buftea
Conserv Buftea este o companie producătoare de conserve din legume și fructe din România.
Compania este tranzacționată pe piața Rasdaq a Bursei de Valori București și este controlată de trei oameni de afaceri: libanezul Ihab Laoun (57,8%) - rudă a familiei Laoun care deține producătorul de carne de pasăre Agrisol și producătorul de ouă Toneli, irakianul Abas Ayad-Jabir (24,4%) și libanezul Wadih Georges (15,2%).
Cifra de afaceri în 2008: 5,5 milioane euro